# Sappenfeld
Sappenfeld ist ein Kirchdorf und Ortsteil der oberbayerischen Gemeinde Schernfeld im Landkreis Eichstätt.

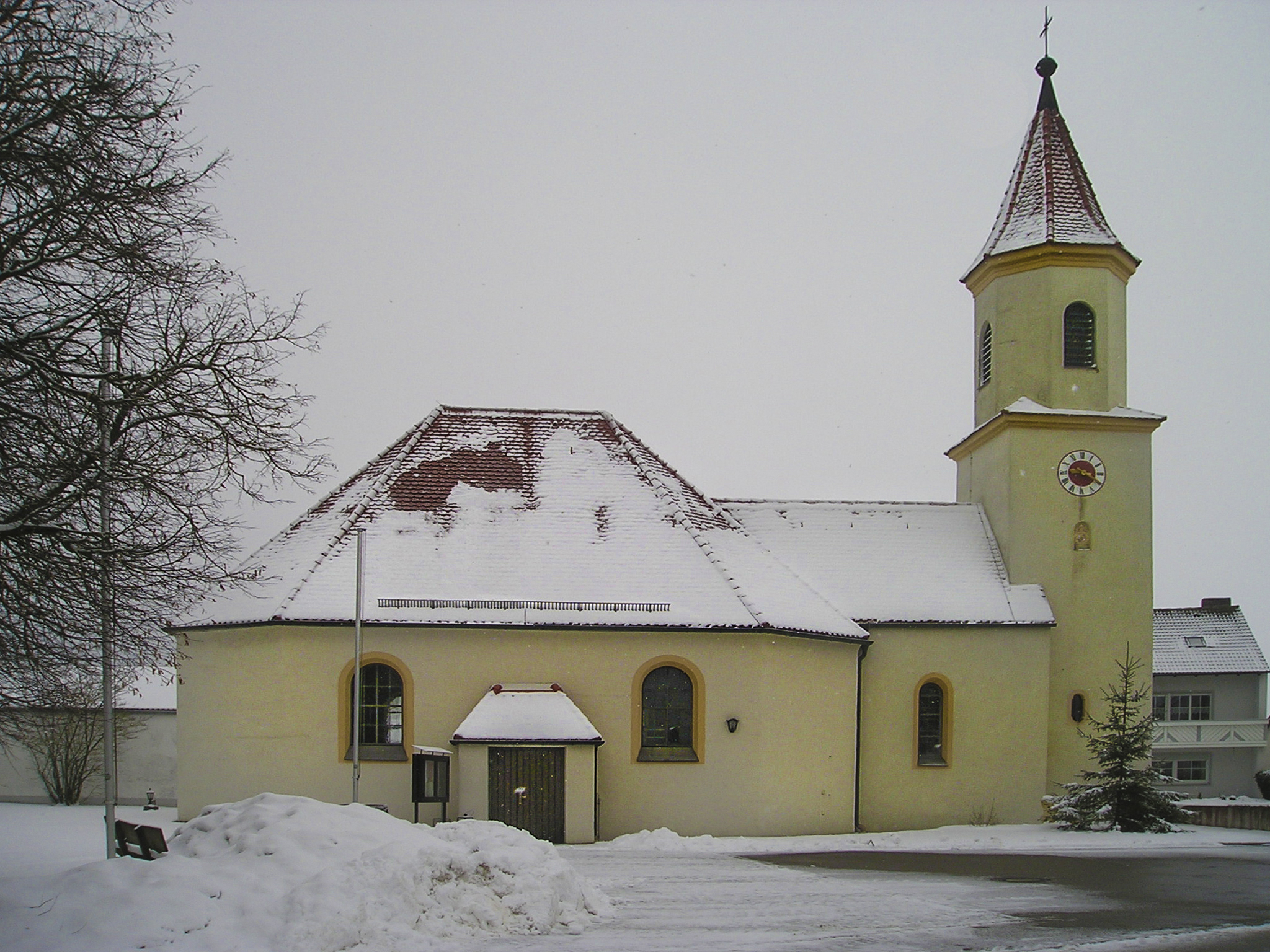
Die Kirche von Sappenfeld

## Geographische Lage
Das Straßendorf  liegt nordwestlich der Kreisstadt Eichstätt auf der Hochfläche der Fränkischen Alb westlich der Bundesstraße 13 und nördlich der Staatsstraße 2047. Die Häuser reihen sich hauptsächlich an eine von Osten nach Westen zum nahen Weißenburger Forst verlaufende Dorfstraße.

## Ortsname
Der Ortsname leitet sich vom Personennamen „Sappo“ ab und lässt eine adelige Gründung erkennen.

## Geschichte

### Zugehörigkeit im Alten Reich
Sappenfeld gehörte den Gaugrafen des Sualafeldgaues, die in Dollnstein saßen und später als Grafen von Hirschberg die Schutzvögte der Eichstätter Kirche waren. 1130 ist der Ort erstmals genannt, und zwar im Zusammenhang mit einem Ablassbrief für die St. Anna-Kapelle, die dadurch zur Wallfahrtskapelle wurde. In der Auseinandersetzung um das „Hirschberger Erbe“ nach dem Aussterben der Hirschberger Vögte mit Graf Gebhard VII. wurde 1305 „Sappenuelde“ dem Bischof von Eichstätt zugesprochen, wobei nur das Dorfgericht gemeint sein kann, wie spätere Besitzverhältnisse zeigen: 1347 verkauften die Grafen von Oettingen ihr Gut zu „Sappenvelt“, das ihnen wohl als Reichsministerialen zugegangen ist, an den Eichstätter Bischof Albrecht I. von Hohenfels, und 1443 veräußerte Johann von Heideck zwei Güter zu „Sappenfelt“, darunter den Meierhof, an den Eichstätter Bischof Albrecht II. von Hohenrechberg. Außerdem tauschte Bischof Wilhelm von Reichenau 1486 vom Kloster Rebdorf Güter zu Sappenfeld ein. Gegen Ende des Alten Reiches hatten grundherrlichen Besitz in Sappenfeld das Hochstift Eichstätt mit Zinsern an das bischöfliche Kastenamt Mörnsheim (darunter die ehemals Heidecker Güter) und an das Hofkastenamt Eichstätt, das Domkapitel Eichstätt, das Kloster Rebdorf (mindestens seit 1452), die Gemeinde (Schmiede und Hirtenhaus) und ein „eigen“-Bauer. Insgesamt umfasste die Sappenfelder Flur circa 120 Hektar Ackerfläche. Weiderechte bestanden für den Schernfelder Forst.
Bis ins 18. Jahrhundert versorgten Bauern aus Sappenfeld das Fürstbischöfliche Eisen- und Hüttenwerk Obereichstätt zweimal in der Woche mit dem für den Kunstguss erforderlichen roten Sand.
Am Ende des Alten Reiches waren 34 Höfe und Güter von Sappenfeld dem bischöflichen Kastenamt Mörnsheim abgabenpflichtig, 2 Güter dem Hofkastenamt und 1 Gut dem Domkapitel. Die Dorf- und Gemeindeherrschaft übte das Kastenamt Mörnsheim aus. Hochgerichtlich unterstand das Dorf dem Pflegamt Dollnstein.

### Seit dem 19. Jahrhundert
1802 fiel Sappenfeld infolge der Säkularisation des Hochstiftes Eichstätt an das Großherzogtum Toskana und 1806 an das Königreich Bayern und dort an das Landgericht und Rentamt Eichstätt. 1808 wurde das Dorf mit der Einöde Birkhof dem Steuerdistrikt Schernfeld zugeschlagen. Durch das zweite Gemeindeedikt von 1818 wurde Sappenfeld unter Anschluss des Birkhofs eine eigenständige Gemeinde. 1830 hatte das Kirchdorf bei 40 Anwesen 160 Einwohner.
1950 wurden bei 51 Anwesen 338 Einwohner gezählt. Im Zuge der Gebietsreform in Bayern wurde Sappenfeld am 1. Januar 1971 nach Schernfeld eingemeindet. 1983 gab es im Dorf bei 316 Einwohnern 19 bäuerliche Vollerwerbs- und 15 Nebenerwerbsbetriebe.

### Katholische Filialkirche „St. Sebastian und Anna“

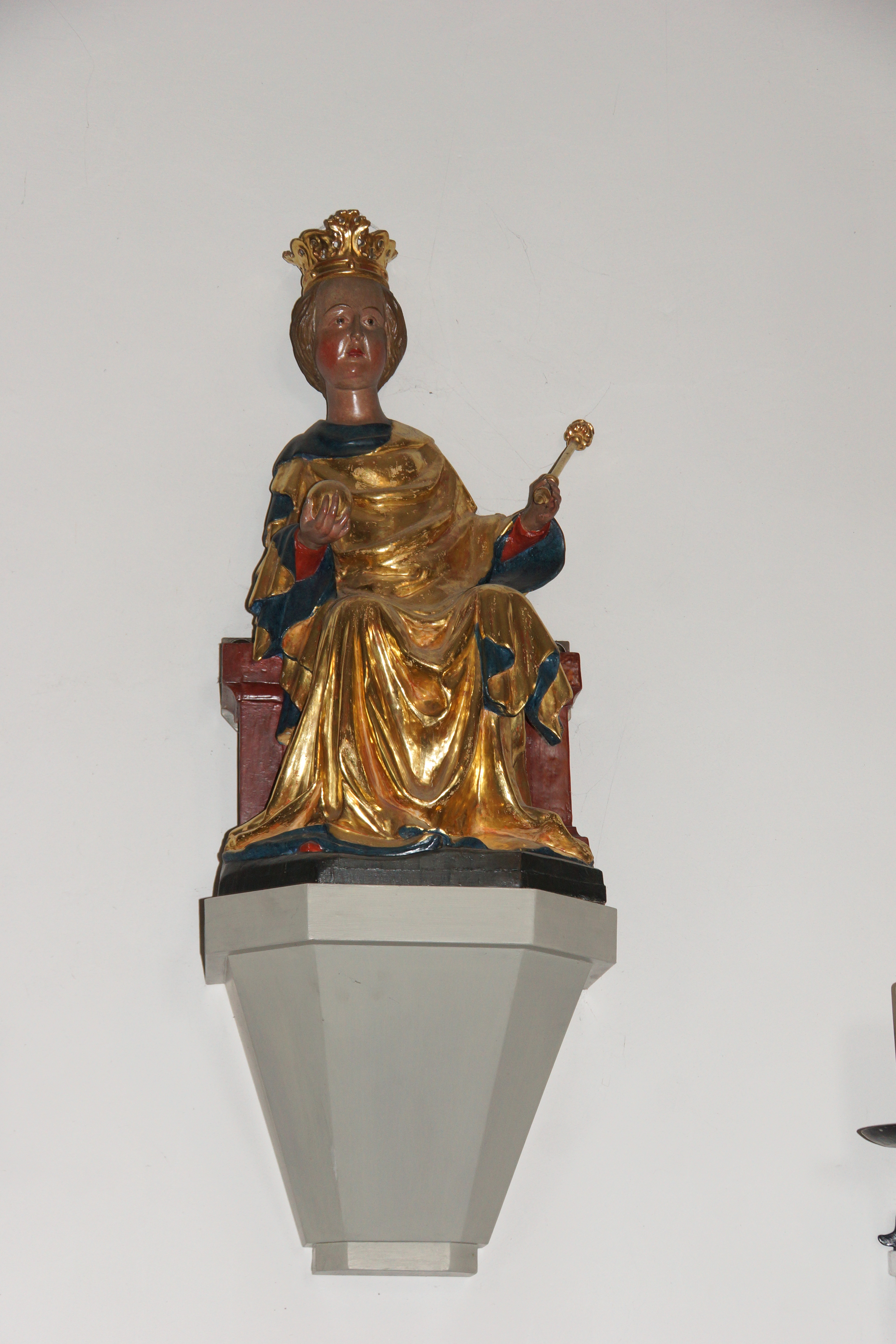
Spätgotische Holzplastik

Gepfarrt war das Dorf seit alters her nach Obereichstätt und hatte seit 1523 eine dem Hl. Sebastian geweihte Dorfkirche. Aus der Zeit von Bischof Gabriel von Eyb (1496–1535) stammt noch der Chor mit Kreuzgratgewölbe. 1593 wurde ein Hochaltar geweiht. Ab 1749 gehörte Sappenfeld als Filiale St. Sebastian und St. Anna zur neu errichteten Pfarrei St. Michael in Rupertsbuch. 1680 erfolgte ein Turmbau und einer Erweiterung des Kirchenschiffs unter Bischof Marquard II. Schenk von Castell durch den fürstbischöflichen Hofbaumeister Jakob Engel. An der Turmaußenseite weist ein Wappenstein von Christian Handschuher darauf hin. Die Fa. Gebr. Sieber Orgelbau schuf 1882 eine Orgel.
1957 erfolgte ein Neubau der Kirche unter Beibehaltung des alten Chores und des Turms durch den Münchner Architekten Friedrich Ferdinand Haindl. Der Sakralbau beherbergt Kunstwerke des frühen 15. Jahrhunderts bis zum 19. Jahrhundert. Dem Patron der Kirche, dem Hl. Märtyrer Sebastian, sind mehrere Bildnisse gewidmet. Eine kleine Holzfigur – wohl um 1520 geschnitzt – an der rechten Langhauswand vorne und das große Ölgemälde auf der linken Seite vorne, das 1815 von Johann Adam Weber gemalt wurde und ursprünglich als Altarbild diente. Der heutige Altar wird beherrscht von einer lebensgroßen Kreuzigungsgruppe, die nach einer Ortsüberlieferung nach der Säkularisation aus dem Kloster Rebdorf erworben wurde. Das Kruzifix ist offenbar eine Schöpfung des Eichstätter Bildhauers Ignaz Alexander Breitenauer (1757–1838), während die Seitenfiguren Maria und Johannes nur Werkstattarbeiten sind. Die beiden Statuen rechts und links des Chorbogens – gute spätgotische Arbeiten um 1480 – wurden früher als St. Erhard und St. Ottilie verehrt und erst später zu den Eichstätter Diözesanheiligen Willibald und Walburga umgestaltet. Das älteste und schönste Bildwerk der Kirche ist eine spätgotische Holzplastik (um 1420) an der linken Langhauswand. Maria wird sitzend auf einer Bank zugleich als Mädchen und Königin dargestellt. Bemerkenswert ist auch das wohl im frühen 17. Jahrhundert entstandene Tafelbild vorne links, auf dem der angeblich von Tittinger Juden 1540 ermordete Knabe Michael von Sappenfeld zu sehen ist (Ritualmordlegende).

### Weitere Baudenkmäler
Unter Denkmalschutz stehen neben der Filialkirche:
- Wegkreuz, bezeichnet mit dem Jahr 1888
- Wohnhaus Dorfstraße 19 von 1837
- Wegkreuz im Hoffeld, 19. Jahrhundert, bezeichnet mit dem Jahr 1946
- Wegkapelle an der Straße nach Eichstätt, 19. Jahrhundert.

Siehe: Liste der Baudenkmäler in Sappenfeld

### Einwohnerzahlen
- 1830: 160 Einwohner, 40 Anwesen[11]
- 1861: 224 Einwohner, 74 Gebäude[19]
- 1900: 274 Einwohner, 50 Wohngebäude[20]
- 1950: 338 Einwohner, 51 Wohngebäude[21]
- 1961: 318 Einwohner, 62 Wohngebäude[22]
- 1987: 385 Einwohner, 88 Gebäude mit Wohnraum[23]